# 4285 Hulkower
4285 Hulkower este un asteroid din centura principală, descoperit pe 11 iulie 1988 de Eleanor Helin.